# Radosław Bartoszewicz
Radosław Bartoszewicz (ur. 9 maja 1983 w Sztumie) – polski piłkarz grający na pozycji pomocnika w Zniczu Pruszków. Jest wychowankiem Powiśla Dzierzgoń, a w trakcie swojej kariery reprezentował także barwy takich zespołów jak Olimpia Elbląg, Unia Tczew, Olimpia Sztum, Arka Gdynia, Polonia Warszawa oraz Górnik Łęczna / GKS Bogdanka. Ma na swoim koncie 35 występów w Ekstraklasie.

## Statystyki kariery
(aktualne na dzień 9 sierpnia 2012 roku)
| Klub               | Sezon              | Liga               | Liga  | Liga   | Puchar Polski | Puchar Polski | Europa | Europa | Inne  | Inne   | Suma  | Suma   | Dyscyplina | Dyscyplina |
| Klub               | Sezon              | Liga               | Mecze | Bramki | Mecze         | Bramki        | Mecze  | Bramki | Mecze | Bramki | Mecze | Bramki |            |            |
| ------------------ | ------------------ | ------------------ | ----- | ------ | ------------- | ------------- | ------ | ------ | ----- | ------ | ----- | ------ | ---------- | ---------- |
| Arka Gdynia        | 2003/04            | II liga            | 14    | 1      | 0             | 0             | –      | –      | 2     | 0      | 16    | 1      | 5          | 0          |
| Arka Gdynia        | 2004/05            | II liga            | 19    | 2      | 1             | 0             | –      | –      | –     | –      | 20    | 2      | 5          | 0          |
| Arka Gdynia        | 2005/06            | I liga             | 14    | 0      | 1             | 0             | –      | –      | –     | –      | 15    | 0      | 2          | 0          |
| Arka Gdynia        | Ogólnie            | Ogólnie            | 47    | 3      | 2             | 0             | 0      | 0      | 2     | 0      | 51    | 3      | 12         | 0          |
| Polonia Warszawa   | 2006/07            | II liga            | 8     | 0      | 1             | 0             | –      | –      | –     | –      | 9     | 0      | 1          | 0          |
| Polonia Warszawa   | Ogólnie            | Ogólnie            | 8     | 0      | 1             | 0             | 0      | 0      | 0     | 0      | 9     | 0      | 1          | 0          |
| Górnik Łęczna      | 2007/08            | III liga           | 28    | 0      | 1             | 0             | –      | –      | –     | –      | 29    | 0      | 11         | 1          |
| Górnik Łęczna      | 2008/09            | I liga             | 30    | 2      | 0             | 0             | –      | –      | –     | –      | 30    | 2      | 7          | 1          |
| Górnik Łęczna      | 2009/10            | I liga             | 31    | 1      | 1             | 0             | –      | –      | –     | –      | 32    | 1      | 8          | 1          |
| GKS Bogdanka       | 2010/11            | I liga             | 26    | 1      | 0             | 0             | –      | –      | –     | –      | 26    | 1      | 8          | 1          |
| GKS Bogdanka       | 2011/12            | I liga             | 28    | 2      | 1             | 0             | –      | –      | –     | –      | 29    | 2      | 9          | 2          |
| GKS Bogdanka       | Ogólnie            | Ogólnie            | 143   | 6      | 3             | 0             | 0      | 0      | 0     | 0      | 146   | 6      | 43         | 6          |
| Widzew Łódź        | 2012/13            | Ekstraklasa        | 0     | 0      | 0             | 0             | –      | –      | –     | –      | 0     | 0      | 0          | 0          |
| Widzew Łódź        | Ogólnie            | Ogólnie            | 0     | 0      | 0             | 0             | 0      | 0      | 0     | 0      | 0     | 0      | 0          | 0          |
| Ogólnie w karierze | Ogólnie w karierze | Ogólnie w karierze | 198   | 9      | 6             | 0             | 0      | 0      | 2     | 0      | 206   | 9      | 56         | 6          |